# Крушельницький Антін Володиславович
Анті́н Володиславович Крушельни́цький (псевдоніми і криптоніми — Антін Володиславич, Л.Журбенко, Педагог, Непедагог, Спокійненький, А. К., С-й, Кр. та ін.; 4 серпня 1878, Ланьцут — 3 листопада 1937, Сандармох, Карелія) — український письменник, літературний критик і літературознавець, педагог, міністр освіти УНР (1919 р.), редактор шкільних хрестоматій з української літератури (Відень, 1919—1922), видавець-редактор громадсько-літературних журналів совєтофільського напрямку «Нові шляхи» (1929—1933 у Львові) і «Критика» (1933, там само), автор біографічного нарису «Іван Франко» та ін. Жертва сталінського терору.

## Життєпис

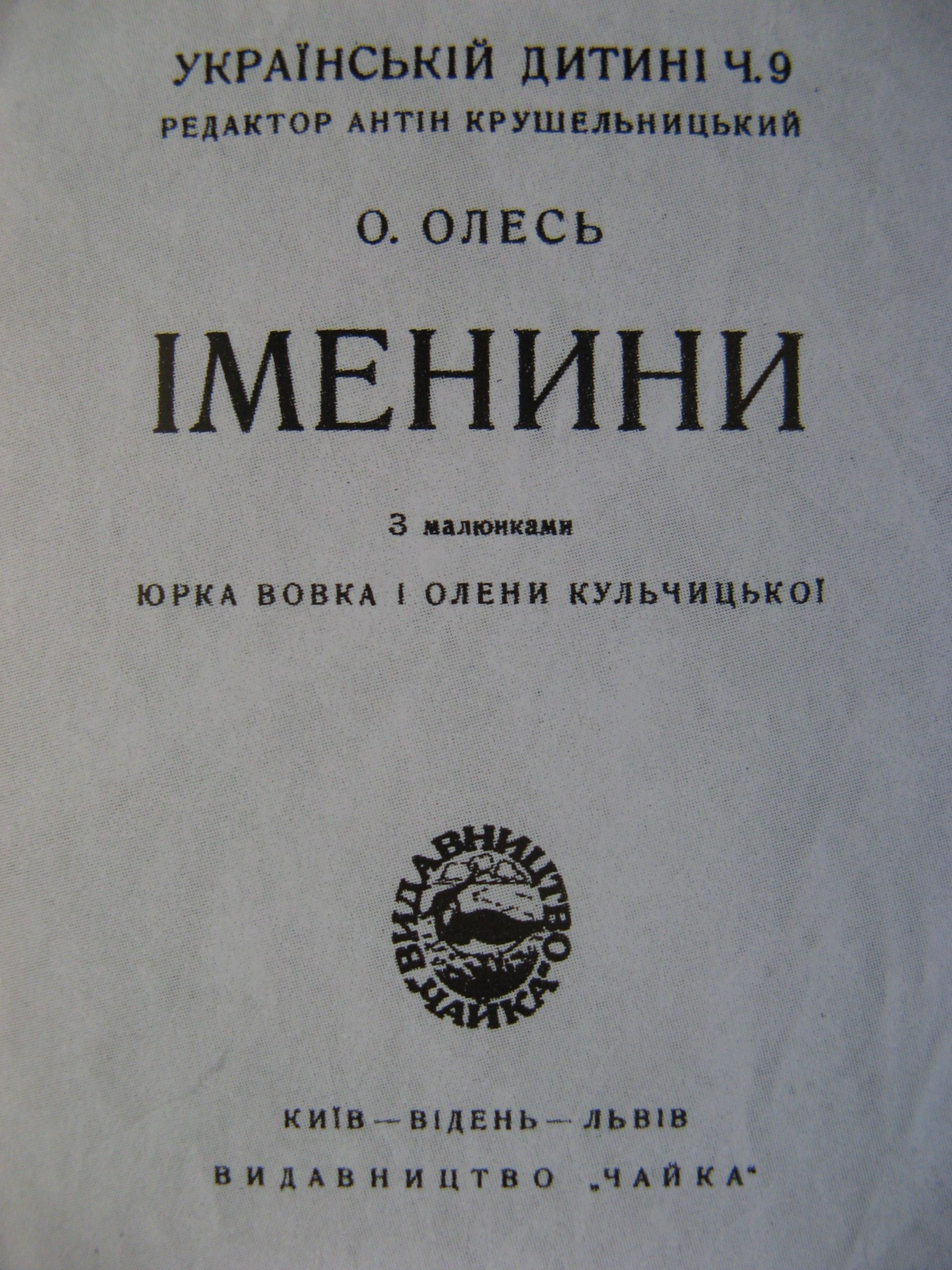
Книжка для дітей, видана А.Крушельницьким у Відні

Одна з «Читанок» А. Крушельницького

Народився 4 серпня 1878 року в м. Ланьцут (нині в Підкарпатському воєводстві, Польща) в родині адвоката Владислава Крушельницького.
Навчався в гімназії в Бучачі. Закінчив Перемишльську гімназію та філософський факультет Львівського університету.
У 1900—1903 роках — співвидавець журналу «Молода Україна». З 1900 р. співробітник журналу «Літературно-науковий вісник» (до 1913), з 1901-го газети «Буковина».. Від 1901 року викладав у гімназіях Коломиї (1902—1905, 1908, 1926), Станиславова (1905, 1908), Бережан (до листопада 1911), Львова, Відня, Долини (1914) Рогатина (1925—1926), Городенки (протягом 8 років був директором місцевої української приватної гімназії товариства «Рідна школа»). У 1926 році директор єврейської гімназії в Коломиї. Член Крайової шкільної ради.
Був одним із редакторів газети «Прапор» (1907—1912) — органу українського народного учительства в Галичині. Належав до Українсько-Руської радикальної партії.
У 1915 році був бургомістром Городенки.
У 1919 — на державній службі. Як один з чільників радикалів підтримував перебрання президентом ЗУНР Євгеном Петрушевичем повноважень Диктатора ЗУНР (на відміну від Симона Петлюри, Осипа Безпалка, Семена Вітика).
З 27 квітня по 25 липня 1919 р. очолював Міністерство народної освіти в уряді Б. Мартоса. З 19 жовтня 1919 р. керував Педагогічною місією «для налагодження за кордоном прав друку шкільних підручників і закупа шкільних приладів всіх типів» у Празі та Відні.
Після повалення влади УНР емігрував до Відня, де заснував видавництво «Чайка». Працював в радянофільському (і фінансованому з СРСР) часописі «Нова громада». У 1929—1932 — видавець і редактор журналу «Нові шляхи», в 1933 — часопису «Критика», що також дотримувалися радянофільської орієнтації.
Виступав у різних жанрах: оповідання, повісті, романи, драми, літературно-критичні, науково-педагогічні праці, публіцистичні статті, рецензії. У своїх публікаціях поширював радянську пропаганду, вигадки і провокації проти українського націоналістичного руху. Зрештою Степан Бандера видав наказ щодо його ліквідації, відмінений після оголошення А. Крушельницьким наміру виїхати з сім'єю до СРСР (С. Бандера передбачив його ліквідацію там самими більшовиками).
У липні 1934 року переїхав з цілою родиною до Радянської України, жив у Харкові в будинку «Слово».

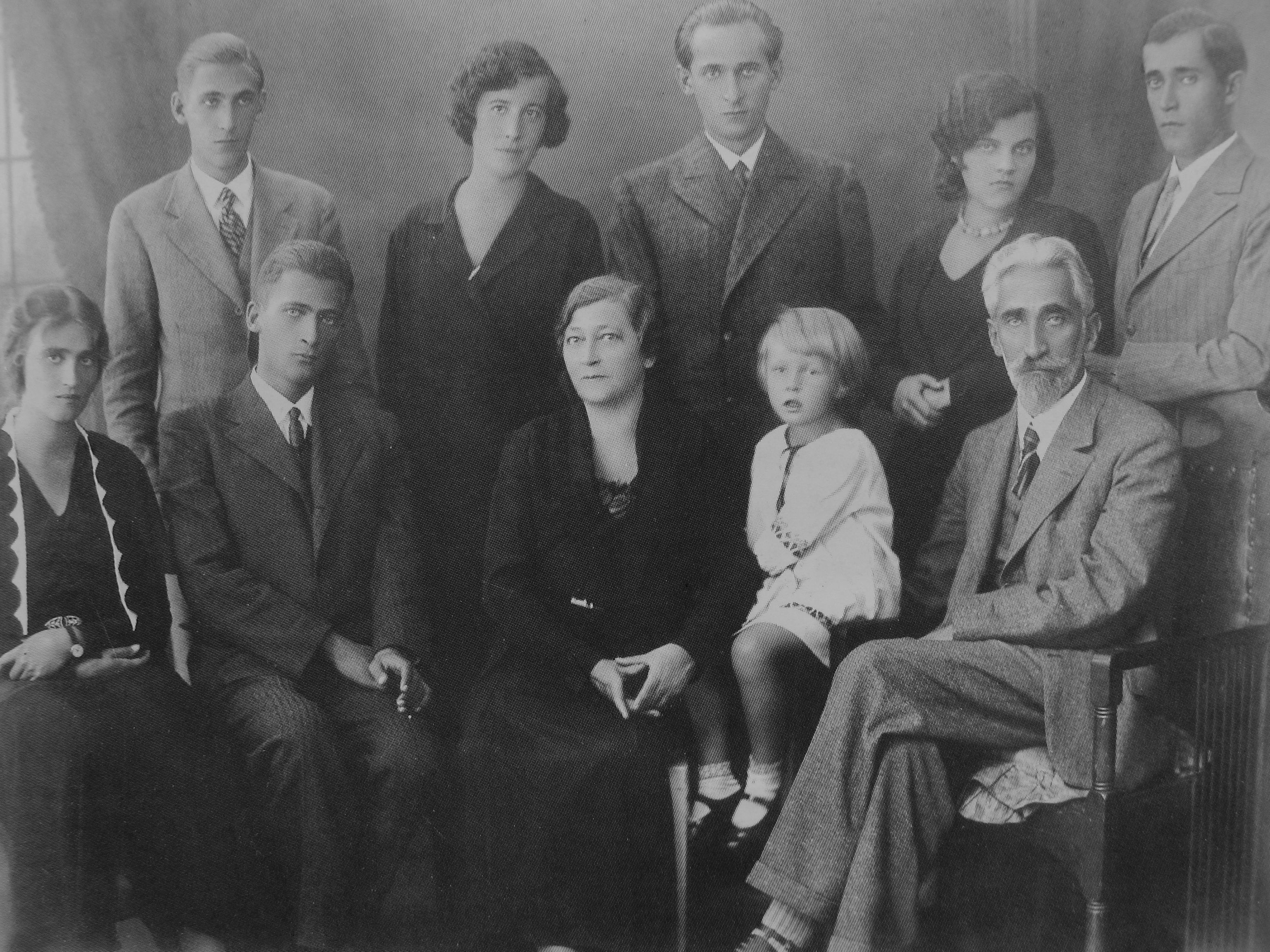
Розстріляна і знищена родина Крушельницьких. Сидять (зліва направо): Володимира, Тарас, Марія (мати), Лариса і батько Антін. Стоять: Остап, Галя (дружина Івана), Іван, Наталя (дружина Богдана), Богдан. Це фото стало символом знищення більшовицьким режимом української інтелігенції.

6 листопада 1934 заарештований органами НКВД УСРР у Харкові. У постанові оперуповноваженого II відділу СПО УДБ у Харківській області Бордона стверджувалося: «Крушельницький Антін Володиславович є одним із керівників створеного в Україні центру ОУН, який ставить своєю метою повалення Радянської влади в СРСР і підготовку терористичних актів проти представників партії і уряду».
Справу А. Крушельницького розглядала 28 березня 1935 виїзна сесія Військової колегії Верховного Суду СРСР. Вирок: 10 років позбавлення волі з конфіскацією майна. Покарання відбував у Соловецькій тюрмі.
Рішенням «трійки» УНКВС Ленінградської області письменника засудили до розстрілу. Страчений 3 листопада 1937.
Реабілітований Військовою колегією Верховного Суду СРСР 19 жовтня 1957 року.
Із секретної записки тюремного управління НКВС від 16 червня 1941 відомо, що в архівах цього управління зберігалося 13 зошитів рукопису роману А. Крушельницького українською мовою «Батьківщина». На звороті цієї «службової записки» зазначено «Рукопис цього твору знищено шляхом спалення 4.VI.1941».

## Цікавий факт
Антін Крушельницький утік зі Львова до СРСР через загрозу замаху від ОУН, але органи ОДПУ змусили його признатись у керівництві міфічної ОУН (Об'єднання українських націоналістів) в УРСР, за що і розстріляли згодом.

## Літературний та науковий внесок
Уклав серію збірок «Вибрані твори українських письменників».
- Крушельницький А. Вибір з українського народного письменства. Т. 1 (Від 1798 р. до 1876 р.). Для сьомої кляси середніх шкіл; для третьої кляси колегії. — Київ ; Відень ; Львів: Вид. Чайка, 1922. — 626 с.
- Крушельницький А. Вибір з українського народного письменства. Т. 2 (Від 1876 р. до 1920 р.). Для восьмої кляси середніх шкіл; для четвертої кляси колегії. — Київ ; Відень ; Львів: Вид. Чайка, 1922. — 720 с.
- Олесь О. Ялинка / О. Олесь ; з мал. Ю. Вовка, О. Кульчицької. — Київ ; Відень ; Львів: Чайка, 1924. — 14 с. : іл. — (Українській дитині / ред. А. Крушельницький ; ч. 11). [Архівовано 14 вересня 2018 у Wayback Machine.]
- Крушельницький А. Як промовить земля … : (розділ з повісти наших днів) / Антін Крушельницький. — Київ ; Відень ; Львів: Наклад Літ. ін-ту, 1920. — 149 с. [Архівовано 21 листопада 2018 у Wayback Machine.]
- Крушельницький А. Український альманах / Антін Крушельницький. — Київ ; Львів ; Відень ; Нью-Йорк : 1921. — 510 с. [Архівовано 21 листопада 2018 у Wayback Machine.]
- Крушельницький А. Рубають ліс: повість / Антін Крушельницький. — Київ ; Ляйпціг: Укр. накладня, 1914. — 380 с. [Архівовано 21 листопада 2018 у Wayback Machine.]
- Крушельницький А. Ірена Оленська: оповідання / Антін Крушельницький. — Київ ; Відень ; Львів: Накладом Літ. ін-та «Укр. книжка», 1921. — 296 с. [Архівовано 21 листопада 2018 у Wayback Machine.]
- Крушельницький А. Дужим помахом крил: роман. Т. 1, ч. 1 / Антін Крушельницький. — Київ ; Відень ; Львів: Чайка, 19–?. — 220 с. [Архівовано 21 листопада 2018 у Wayback Machine.]
- Крушельницький А. Дужим помахом крил: роман. Т. 1, ч. 2 / Антін Крушельницький. — Київ ; Відень ; Львів: Чайка, 19–?. — С. 213—404. [Архівовано 21 листопада 2018 у Wayback Machine.]
- Крушельницький А. Гомін Галицької землі (1918—1919): роман / Антін Крушельницький ; за заг. ред.: О. Мізерницького та О. Сашка ; передм. А. Березинського. — Харків: Держ. вид-ва України, 1930. — 24, 520 с. [Архівовано 21 листопада 2018 у Wayback Machine.]
- Крушельницький А. Буденний хліб: оповідання з життя / Антін Крушельницький. — Київ ; Відень; Львів: Наклад Літ. ін-та, 1920. — 283 с. [Архівовано 23 листопада 2018 у Wayback Machine.]
- Крушельницький А. Іван Франко: Молоді літа / написав Антін Крушельницький. — Львів: Накладом т-ва «Просвіта», 1928. — 47 с. [Архівовано 23 листопада 2018 у Wayback Machine.]
- Крушельницький, Антін. Просвітній реферат: (із ювіл. обходу філ. «Просвіти» в Коломиї 21.XII. 1908 р.) / Антін Крушельницький. — Коломия: Наклад Ред. «Прапора»; З друк. В. Бравнера, 1909. — 60 с. [Архівовано 20 вересня 2020 у Wayback Machine.]